# Miel de Tenerife

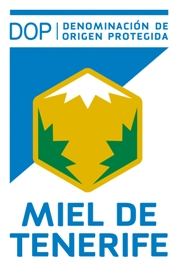
Logo de l'AOP Miel de Tenerife.

Le miel de Tenerife est une appellation d'origine protégée faisant référence aux différentes variétés de miels produits sur cette île. Depuis janvier 2014, il bénéficie d'une telle protection. La flore naturelle et cultivée est exclusive à l'île de Tenerife, avec un grand nombre de variétés endémiques et une longue saison de floraison qui permet aux abeilles de travailler pratiquement toute l'année, c'est aussi la raison pour laquelle une grande variété de miels est collectée par rapport à la taille du territoire. Beaucoup d'entre eux sont uniques au monde grâce à la combinaison de bruyère, châtaignier, vipérine de Tenerife, genêts, barre, arbres fruitiers, d'herbes et une quantité d'autres espèces végétales dans lesquelles les abeilles trouvent le nectar avec lequel elles produisent le miel.
Actuellement, treize miels monofloraux sont connus, dont le miel de miellat, ou lorsque d'autres miels monofloraux moins fréquents peuvent apparaître. Il existe également trois groupes de miels multifloraux, dits de côte, de montagne et de sommet ; les miels de ces catégories contiennent une conjugaison de nectar varié, de fleurs typiques à certaines altitudes par rapport au niveau de la mer, sans qu'il y ait un type de fleur qui prédomine ou ne se démarque de l'ensemble.
Comme dans d'autres régions du monde, la production est limitée par la pluviométrie insuffisante, la mortalité des abeilles et les vols de miel ou de ruches.

## Types de miel

### Miel de Retama del Teide
Ce miel, produit dans le parc national des Cañadas del Teide et ses environs, jouit d'une grande tradition et renommée. Il a une couleur ambrée très claire avec des reflets dorés et a une faible tendance à la cristallisation, c'est ainsi qu'il apparaît ; un taux de fluidité normal et une forte viscosité.
Il a une saveur douce, un arôme floral délicat et fruité, avec des touches végétales, qui le rendent approprié pour sucrer des infusions et préparer des desserts.

### Miel de Tajinaste
Miel de printemps blanc très clair aux tons beiges, qui cristallise rapidement avec une consistance crémeuse. Saveur douce et chaleureuse, avec d'agréables nuances balsamiques. Apprécié comme édulcorant et pour accompagner les aliments sans en masquer la saveur.

### Miel d’Aguacate
Il est produit dans la zone côtière, au printemps, et a une couleur ambrée très foncée, presque noire, à cristallisation lente. Il a un arôme caractéristique et intense rappelant le caramel et les fruits mûrs et un léger goût salé. Il a été traditionnellement utilisé pour être pétri avec du gofio et des noix.

### Miel de Barrilla
C'est un miel très spécial qui est produit dans les zones côtières du versant sud de l'île, au printemps. Il se distingue par sa texture cristallisée très crémeuse, une couleur claire normalement striée, une saveur douce et chaleureuse rappelant le caramel. Il est idéal à consommer directement avec du pain, avec du beurre ou de l'huile et pour sucrer les infusions.

### Miel de Relinchón
Il se distingue par sa couleur jaune intense « jaune d'œuf » et sa texture cristallisée. C'est un miel à l'arôme fruité, vif avec des notes végétales vertes. Il se produit au printemps dans les zones de friches du nord de l'île. Il convient pour accompagner les fromages, les desserts et les infusions ou pour manger tartiné sur du pain.

### Miel de Brezal
C'est le miel produit dans les zones dans lesquelles se conjuguent les fourrés de bruyère et de laurier à l'origine de la couronne forestière. Il a une couleur brun foncé avec des tons bruns et une cristallisation précoce caractérisée par des arômes de résineux et de terre humide, qui s'accompagne d'une légère astringence. Il convient pour assaisonner les viandes et sucrer les infusions légères.

### Miel de Tedera
C'est un miel de printemps qui est récolté dans le nord de l'île. Sa couleur, très claire, avec un ton jaune. Tendance moyenne à cristalliser, selon la flore d'accompagnement ; odeur délicate, végétale et fruitée, rappelant la noix de coco. Il est idéal à consommer directement avec du pain et des produits laitiers.

### Miel de Malpica
Le malpica est un chardon endémique qui ne pousse que près du mont Teide, à plus de 1 200 mètres d'altitude ; les abeilles en tirent un miel à la texture très crémeuse, de couleur claire avec des tons nacrés et une saveur douce, avec un arôme floral accentué. C'est un miel de fin d'été, presque d'automne. Particulièrement adapté pour consommer avec du pain, accompagner des desserts et des infusions édulcorantes.

### Miel de Poleo
Produit dans les régions moyennes et supérieures de l'île, principalement dans le sud-ouest. Il est produit en été et a une couleur ambrée brillante, se distinguant par son arôme et sa saveur très intenses avec des caractéristiques chimiques et florales marquées. C'est un miel de cristallisation moyenne en fonction de la flore qui l'accompagne, convenant aux infusions sucrées.

### Miel de Pitera
Il se produit le long de la côte de toute la géographie de l'île, se distinguant davantage au sud et à l'est de l'île. Il est de couleur ambrée ou ambre foncé bien que cela dépende de la flore qui l'accompagne. Il est produit en été et se caractérise par un arôme et une saveur intenses, persistants, de type animal, sa cristallisation dépend de la flore qui l'accompagne. Son arôme intense le rend approprié comme vinaigrette pour la viande et la volaille.

### Miel de Castaño
Miel avec une grande personnalité, généralement fluide. Il a une couleur brun foncé, une odeur et une saveur persistantes, avec des touches de bois et quelque chose d'animal, où se détachent des notes amères finales marquées qui lui confèrent un caractère unique. C'est un miel d'été, idéal pour accompagner les viandes, ainsi que pour pétrir le gofio et dans les desserts.

### Miel de Hinojo
Le miel d'été, qui est produit principalement dans les Midlands et les montagnes de la partie nord de l'île. De couleur ambré foncé et de cristallisation tardive, sa saveur est très particulière, épicée avec des notes marquées de réglisse. C'est un miel très approprié pour la cuisson des viandes, en particulier le gibier, et à consommer seul.

### Miel de Mielada
Miel ambré foncé aux reflets verdâtres, un arôme végétal, une saveur de « grillé ». Il se distingue par un arôme chaud et grillé marqué avec des sensations salées. Il se produit au printemps, dans certaines communes du nord de l'île. Particulièrement adapté à consommer avec des fromages ainsi que pétri avec du gofio ou comme vinaigrette dans les salades.

### Miel de Costa
Normalement produit en dessous de 450 mètres d'altitude, ce miel est basé sur les fleurs d'avocats, d'agrumes, de tabaibas, de barrillas, de verodes, de balos, de piteras, etc. qui se produisent au début du printemps. Des couleurs claires, une texture cristallisée et des arômes floraux intenses prédominent.

### Miel de Monte
Ils sont produits dans des ruchers situés entre 450 et 1 200 mètres d'altitude et du milieu du printemps à la fin de l'été selon la zone de l'île. Ils comprennent des fleurs de genêt, de bruyère, de tajinastes, de thym, d'origan, de fenouil, de châtaignier, d'eucalyptus, etc. couleurs à prédominance sombre avec des arômes d'intensité moyenne à élevée et riches en nuances. Ce sont les miels les plus abondants.

### Miel de Cumbre
Produit dans les zones de haute montagne, au-dessus de 1 200 mètres, coïncidant principalement avec les limites du parc national Cañadas del Teide. Dans ces lieux se distinguent des fleurs endémiques telles que le genêt blanc du Teide, les tajinastes rouges, le malpica ou le rosier sommital. Ces miels sont normalement de couleur claire et de saveurs douces et délicates.

## Bibliographie

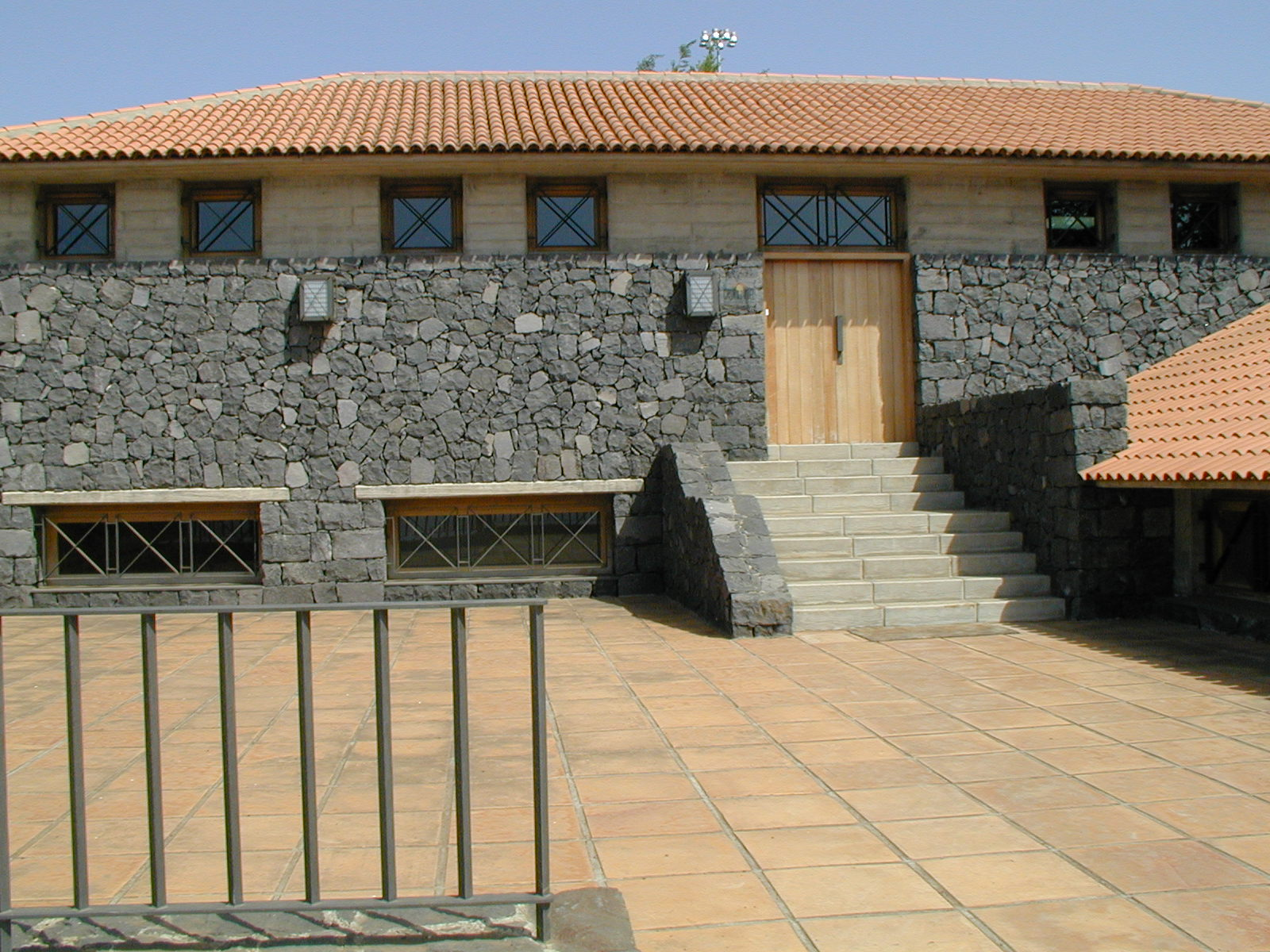
La maison du miel de Tenerife à Santa Cruz de Tenerife.